# شلانی
شلانی (انگلیسی: Shelany) یک شهرک در شهرستان ایگلینسکی استان باشقیرستان کشور روسیه است.